# والي أباد (صوغان)
والي أباد (بالفارسية: والی‌آباد) هي قرية تقع في إيران في قسم صوغان الريفي. يقدر عدد سكانها بـ 95 نسمة .